# Corymorphidae

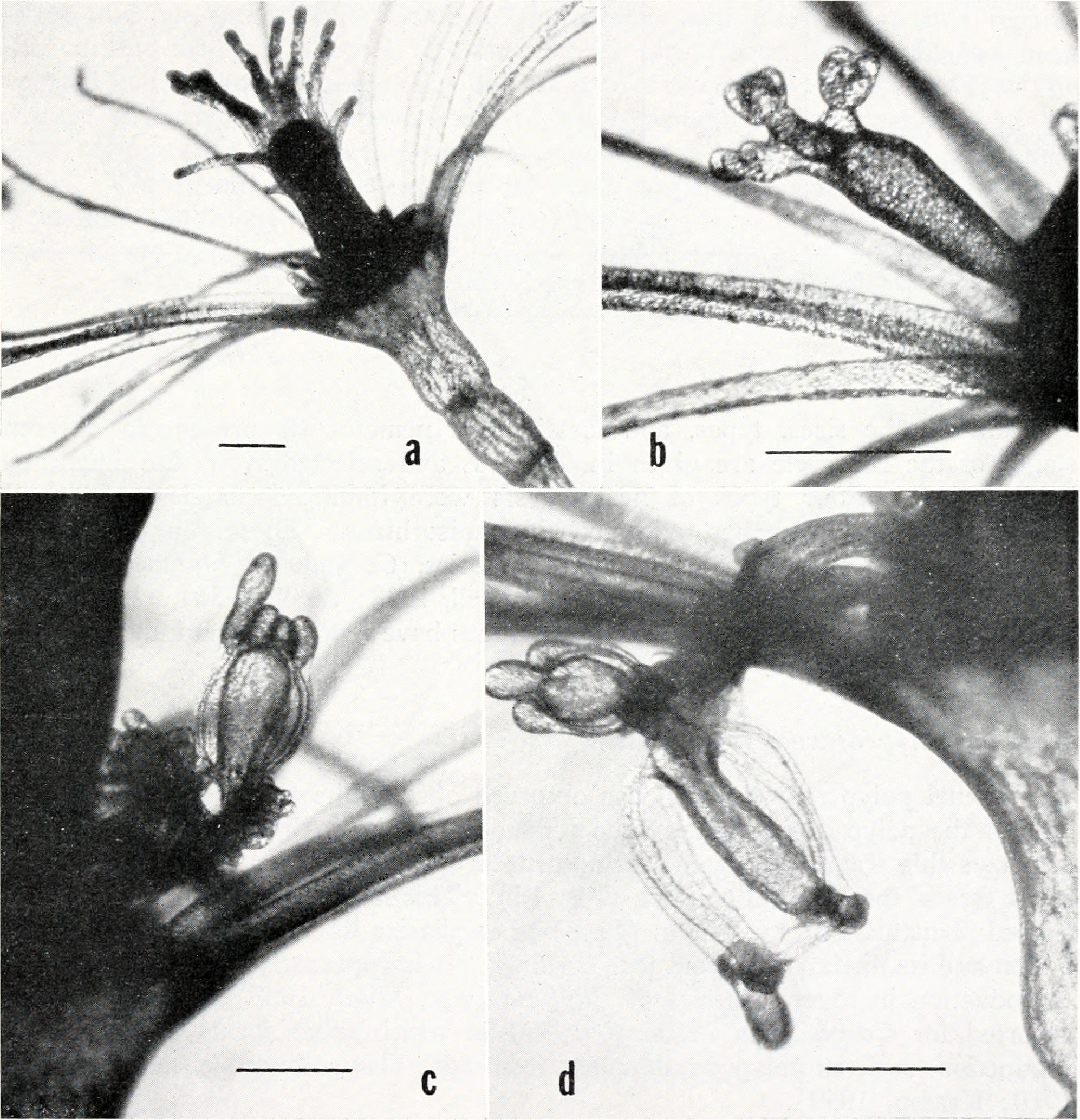
Euphysora bigelowi

Die Corymorphidae sind  eine ausschließlich im Meer lebende Familie der Hydrozoen (Hydrozoa) aus dem Stamm der Nesseltiere (Cnidaria). Es handelt sich um eine kleine Familie von derzeit knapp 60 Arten. Der Umfang der Familie ist allerdings umstritten.

## Merkmale
Die Hydroidpolypen leben solitär, der Hydrocaulus ist lang, hohl oder mit parenchymatischem Gewebe gefüllt. Der untere Teil ist mit kurzen Papillen besetzt, und/oder mit längeren Ankerfäden. Die Tentakeln sind in zwei Gruppen angeordnet; sie besitzen entweder einen Kranz moniliformer oder capitater Tentakeln um den Mund, oder auch mehrere Tentakelkränze. Die zwei Gruppen von Tentakeln sitzt in ein bis drei Tentakelkränzen angeordnet aboral. Es handelt sich hierbei um moniliforme oder filiforme Tentakel. Die Gonophoren sich zu freien Medusen oder auch zu festgewachsenen Sporensäcken entwickeln. Sie entwickeln sich oberhalb der aboralen Tentakeln entweder direkt aus der Wand des Hydranthen oder auf Blastostylen.
Die Meduse ist domartig gewölbt oder besitzt einen zugespitzten Apex. Das wurstförmige Manubrium erstreckt sich mit nur ganz wenigen Ausnahmen nicht über den Schirmrand (dies könnte aber ein Artefakt sein). Gelegentlich sind auch sackartige Fortsätze vorhanden. Der Mund ist einfach und rundlich. Es sind ein bis vier hohle, capitate Randtentakel unterschiedlicher Größe und Ausbildung vorhanden. Ausnahmsweise können diese Randtentakel auch verzweigt oder rudimentär sein. Die Gonaden sind nicht weiter unterteilt und umgeben das Manubrium auf seiner gesamten Länge und bei Gotoea auch die sackartigen Fortsätze.

## Geographisches Vorkommen
Die Arten der Familie sind weltweit in den tropischen bis polaren Meeren verbreitet.

## Systematik
Nach Boero et al. (2006) werden folgende Gattungen und Arten zu den Corymorphidae gestellt.
| - Branchiocerianthus Mark, 1898 - Branchiocerianthus imperator (Allman, 1885) - Branchiocerianthus italicus Stechow, 1921c - Branchiocerianthus mirabilis Stechow, 1921 - Branchiocerianthus norvegicus Brattström, 1957 - Branchiocerianthus reniformis Broch, 1918 - Branchiocerianthus urceolus Mark, 1898 - Corymorpha Sars, 1835 - Corymorpha abyssalis Broch, 1909 - Corymorpha antarctica Pfeffer, 1889 - Corymorpha appelloefi Bonnevie, 1901 - Corymorpha carnea (Clark, 1876) - Corymorpha cingulata (Vanhöffen, 1910) - Corymorpha glacialis Sars, 1859 - Corymorpha groenlandica (Allman, 1876a) - Corymorpha intermedia Schuchert, 1996 - Corymorpha iyoensis Yamada, 1958 - Corymorpha januarii (Steenstrup, 1854) - Corymorpha microrhiza (Hickson & Gravely, 1907) - Corymorpha nana Alder, 1857 - Corymorpha nutans Sars, 1835 - Corymorpha palma Torrey, 1902 - Corymorpha parvula (Hickson & Gravely, 1907) - Corymorpha sagamina Hirohito, 1988 - Corymorpha sarsi (Steenstrup, 1854) - Corymorpha tentaculata Hartlaub, 1917 (syn. Euphysa tentaculata Linko, 1905) - Corymorpha uvifera (O. Schmidt, 1852) - Corymorpha vardoensis (Loman, 1889) | - Eugotoea Margulis, 1989 - Eugotoea armata Margulis, 1997 - Eugotoea petalina Margulis, 1989 - Euphysora Maas, 1905 - Euphysora abaxialis Kramp, 1962 - Euphysora annulata Kramp, 1928 - Euphysora apiciloculifera Xu & Huang, 2003 - Euphysora bigelowi Maas, 1905 - Euphysora brunnescentis Huang, 1999 - Euphysora crassocanalis Xu & Huang, 2003 - Euphysora furcata Kramp, 1948 - Euphysora gemmifera Bouillon, 1978 - Euphysora gigantea Kramp, 1957 - Euphysora gracilis (Brooks, 1882) - Euphysora interogona Xu & Huang, 2003 - Euphysora macrobulbus Xu & Huang, 2003 - Euphysora normani (Browne, 1916) - Euphysora pseudoabaxialis Bouillon, 1978 - Euphysora russelli Hamond, 1974 - Euphysora solidonema Huang, 1999 - Euphysora taiwanensis Xu & Huang, 2003 - Euphysora valdiviae Vanhöffen, 1911 - Euphysora verrucosa Bouillon, 1978 (syn. E. knides Huang, 1999) | - Fukaurahydra Yamada, Konno & Kubota, 1977 - Fukaurahydra anthoformis Yamada, Konno & Kubota, 1977 - Gotoea Uchida, 1927 - Gotoea similis Kramp, 1959 - Gotoea typica Uchida, 1927a - Gymnogonos bonnevie, 1898 - Gymnogonos ameriensis (Stepanjants, 1979) - Gymnogonos crassicornis Bonnevie, 1898b - Gymnogonos obvolutus (Kramp, 1933) - Hataia Hirai & Yamada, 1965 - Hataia parva Hirai & Yamada, 1965 - Paragotoea Kramp, 1942 - Paragotoea bathybia Kramp, 1942 - Paragotoea elegans Margulis, 1989 - Vannuccia Marcus, 1948 - Vannuccia cargoi (Vargas-Hernandez & Ochoa-Figueroa, 1991) - Vannuccia forbesi (Mayer, 1894) - Yakovia Margulis, 1989 - Yakovia polinae Margulis, 1989 |

Das "World Hydrozoa Database" anerkennt folgende Gattungen: Branchiocerianthus Mark, 1898, Corymorpha Sars, 1835, Euphysa Forbes, 1848, Euphysomma Kramp, 1962, Fukaurahydra Yamada, Konno & Kubota, 1974, Gymnogonos Bonnevie, 1898, Hataia Hirai & Yamada, 1965, Paragotoea Kramp, 1942, Pinushydra Bouillon & Grohmann, 1990 und Siphonohydra Salvini-Plawen, 1966. Insgesamt werden dort 79 gültige Arten verzeichnet.

### Online
- Hydrozoa Directory